# Trzynaście zagadek
Trzynaście zagadek (ang. The Thirteen Problems lub The Tuesday Club Murders) – zbiór opowiadań kryminalnych Agathy Christie, wydany w 1932 roku. Opisuje przygody panny Jane Marple.

## Opowiadania
Wszystkie utwory ukazywały się po raz pierwszy w latach 1927–1931 na łamach brytyjskich i amerykańskich czasopism.
- Klub Wtorkowych Spotkań (tytuł oryginalny: The Tuesday Night Club)

Panna Jane Marple wraz ze swym siostrzeńcem Raymondem Westem i czworgiem ich znajomych postanawiają zabawić się w rozwiązywanie zagadek kryminalnych. Każdy z członków Klubu Wtorkowych Spotkań opowie prawdziwą historię, dając reszcie szansę na odgadnięcie jej finału.
Jako pierwszy głos zabiera sir Henry Clithering, były wysoki funkcjonariusz Scotland Yardu. Opowiada o tragedii, jaka wydarzyła się w domu państwa Jonesów. Podczas kolacji gospodarze oraz panna Clark, dama do towarzystwa pani Jones, doznają zatrucia spowodowanego zjedzeniem nieświeżego homara. Niedługo potem pani Jones umiera. W wyniku gadulstwa wścibskiej pokojówki na pana Jonesa, przedstawiciela firmy chemicznej, pada podejrzenie o zamordowanie żony. Ekshumacja i badanie zwłok wykazują, że pani Jones została otruta arszenikiem.
- Świątynia Astarte (The Idol House of Astarte)

Kolejną historię opowiada wielebny Pender. Na zaproszenie sir Richarda Haydona udaje się on do posiadłości Silent Grove. Gospodarz oprowadza przybyłych po okolicy, pokazując im Świątynię Astarte, fenickiej bogini miłości. Wieczorem tego samego dnia panna Diana Ashley, przebrana za Astarte, niespodziewanie daje przedstawienie, podczas którego w niezrozumiały dla pozostałych sposób zasztyletowany zostaje Haydon. Następnego ranka Pender oraz doktor Symonds znajdują w pobliżu świątyni rannego Elliota Haydona, kuzyna zmarłego. 
- Sztaby złota (Ingots of Gold)

Raymond West podróżuje do Kornwalii na zaproszenie pana Johna Newmana - romantyka przekonanego, że u jej wybrzeży leży zatopiony hiszpański galeon wypełniony złotem, gotowego wydobyć skarb z dna oceanu. W drodze poznaje inspektora Badgwortha zmierzającego w to samo miejsce w celu przeprowadzenia śledztwa w sprawie zniknięcia dużej ilości złota ze statku, który uległ katastrofie i poszedł na dno kilka miesięcy wcześniej.
- Krew na ulicy (The Blood-Stained Pavement)
- Motyw i okazja (Motive v. Opportunity)
- Zbrodnia i ryby (The Thumb Mark of St Peter)
- Błękitne geranium (The Blue Geranium)
- Dama do towarzystwa (The Companion)
- Czterech podejrzanych (The Four Suspects)
- Tragedia w Boże Narodzenie (A Christmas Tragedy)
- Ziele śmierci (The Herb of Death)
- Wypadek w bungalowie (The Affair of the Bungalow)
- Wypadek na moście (Death by Drowning)